# Prințesa Charlotte de Wales

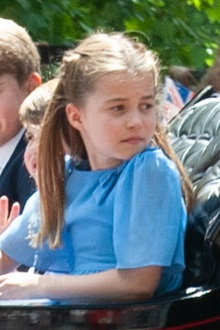
Princess Charlotte of Cornwall and Cambridge in Queen's Platinum Jubilee

Prințesa Charlotte de Wales (Charlotte Elizabeth Diana; n. 2 mai 2015, Londra, Regatul Unit) este fiica Prințului William, Prințul de Wales și a soției acestuia, Catherine, Prințesa de Wales. Este nepoata Regelui Charles al III-lea și strănepoata reginei Elisabeta a II-a. Ocupă locul al treilea în ordinea succesiunii la tronul britanic, după tatăl și fratele ei mai mare, Prințul George.

## Biografie
La 31 decembrie 2012, regina Elisabeta a II-a a emis un nou set de Letters patent garantând pentru toți copiii fiului cel mare al Prințului de Wales titlul de Alteță Regală. Acest act îl înlocuiește pe cel precedent, emis de regele George al V-lea la 11 decembrie 1917, care limita acordarea titului princiar numai copiilor suveranului, copiilor fiilor suveranului și fiului cel mare al fiului cel mare al Prințului de Wales.
În timp ce acest lucru nu l-ar fi afectat pe Prințul George, ca fiul cel mare al Ducelui de Cambridge, care este fiul cel mare al Prințului de Wales, oricare dintre viitorii lui frați născuți în timpul domniei reginei Elisabeta a II-a ar fi purtat titlul de Lord sau Lady până când bunicul lor, Charles, Prinț de Wales ar fi urcat pe tron.
La 5 iulie 2015, Prințesa Charlotte a fost boteză de Arhiepiscopul de Canterbury la biserica St. Mary Magdalene din Sandringham. Nașii ei sunt: Hon. Laura Fellowes (verișoara tatălui ei), Adam Middleton (vărul mamei ei) și prietenii de familie Thomas van Straubenzee, James Meade și Sophie Carter.

### Educație
Charlotte și-a început educația în ianuarie 2018 la școala Willcocks Nursery, situată în apropierea reședinței familiei, Palatul Kensington.

### Interesul public
În ciuda eforturilor părinților ei de a-și proteja copiii de presă, fiecare fotografie sau apariție publică a Charlottei a provocat o frenezie mediatică. Comercianții, în special cei de îmbrăcăminte, beneficiază foarte mult de pe urma produselor în care apare fotografiată prințesa. La 11 iunie 2016 ea și-a făcut prima apariție publică la balconul de la Palatul Buckingham la Trooping the Colour. În septembrie 2016 și-a însoțit părinții în turneul regal din Canada iar în iulie 2017 în vizita diplomatică în Polonia și Germania. În martie 2020, s-a alăturat fraților ei, George și Louis, într-un videoclip online aplaudând lucrătorii cheie în timpul pandemiei COVID-19. În septembrie 2020, copiii l-au cunoscut pe David Attenborough; Palatul Kensington a lansat ulterior un videoclip cu aceștia punând întrebări lui Attenborough cu privire la conservarea mediului. În decembrie 2020, copiii au făcut prima lor apariție pe covorul roșu, însoțindu-și părinții la London Palladium pentru spectacolul unei pantomime ținut pentru a mulțumi lucrătorilor cheie pentru eforturile depuse în timpul pandemiei.

## Titluri, onoruri și blazoane
- 2 mai 2015 – 8 septembrie 2022: Alteța Sa Regală Prințesa Charlotte de Cambridge
- 8 septembrie 2022 – prezent: Alteța Sa Regală Prințesa Charlotte de Cornwall și Cambridge
- 9 Septembrie – prezent: Alteța Sa Regala Prințesa Charlotte de Wales